# Jay Johnson
Jay Herbert Johnson (* 27. März 1928 in New Jersey; † 13. Juni 1954 in San Fernando Valley) war ein US-amerikanischer Sänger (Bariton) im Orchester von Stan Kenton.
Johnson machte von 1946 bis 1953 Aufnahmen; 1946 nahm er in Los Angeles mit dem Orchester von Bobby Sherwood für Capitol auf. Bei Stan Kenton war er ab August 1950. Kenton suchte eigentlich eine Tour-Sängerin; auf Empfehlung seines Posaunisten Milt Bernhart versuchte er es mit Johnson. Das Billboard Magazine sprach damals anlässlich ihrer ersten Capitol-Aufnahme (But Then You Kissed Me) von einem beeindruckenden Debüt bei dieser schweren Ballade, wobei er wie eine Mischung aus Billy Eckstine und Herb Jeffries klingen würde. Ihr Zusammenwirken war erfolgreich; 1950 und 1951 wurde Johnson als bester männlicher Band-Sänger im Down Beat-Leser-Poll gewertet.
Er starb mit nur 26 Jahren bei einem Motorradunfall im San Fernando Valley, was Kenton damals schwer traf.
Als Schauspieler trat er in einer Nebenrolle als Musiker in dem Film A Star Is Born (George Cukor, mit Judy Garland) von 1954 auf.
Er sollte nicht mit dem Posaunisten Jay Jay Johnson verwechselt werden.